# 네벨스코이 해협

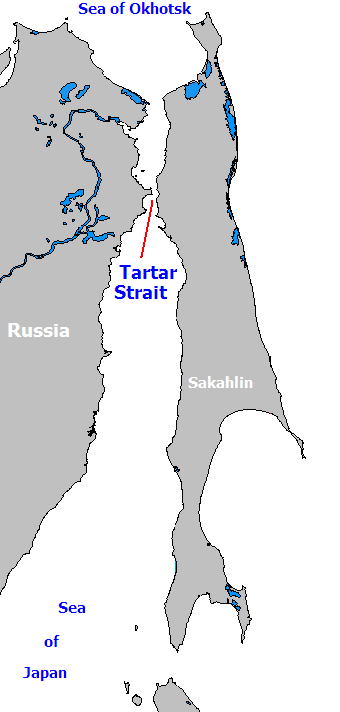
이 해협이 타타르 해협을 거쳐, 오호츠크해와 동해까지 이어주는 물줄기 길이다.

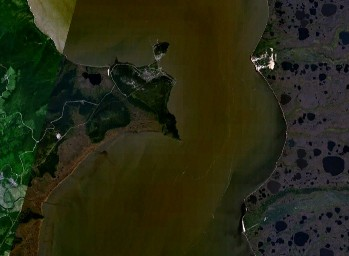
위성으로 촬영된 네벨스코이 해협 전경. 화면상 오염된 상태로 오해를 받기도 하는 배경이기도 하며 마치 한반도과 중국 대륙 본토를 사이에 이어주는 바닷가인 황해와 흡사한 느낌이 있다.

네벨스코이 해협(Nevelskoy Strait, 러시아어: Пролив Невельско́го)은 러시아의 하바롭스크 지방과 사할린섬을 행정적으로 관할하게 되는 사할린주를 사이에 둔 해협이다. 그러나 이 해협은 지정학적상 극동 러시아 지역에 예속되어 있고, 동북아시아에 위치하게 되는 해협이기도 하다.

## 지리
- 길이 : 56 km
- 너비 : 7.3 km
- 깊이 : 7.2 km

## 역사
1849년 당시 러시아의 군인이자 항해자였던 겐나디 네벨스코이의 이름을 본떠서 작명하였다. 또한 이 해협에 사할린 터널이 해당 해협을 관통시키는 지리적 특성을 가지고 있다.